# Valeri Popov
Pour les articles homonymes, voir Popov.
Valeri Sergueïevitch Popov est un joueur d'échecs et un entraîneur d'échecs russe né le 10 septembre 1974 à Leningrad (Saint-Pétersbourg) en Union soviétique.
Au 1er février 2021, il est le 82e joueur russe avec un classement Elo de 2 535 points.

## Biographie et carrière
Grand maître international depuis 1999, Valeri Popov a remporté deux fois le championnat d'échecs de Saint-Pétersbourg (en 2001 et 2006). Il finit premier-troisième ex æquo de la Rilton Cup 2001-2002 à Stockholm.
Il finit 5e-11e ex æquo du championnat de Russie d'échecs en 1998 et 6e-14e ex æquo du championnat de Russie 2002
En 2002, il finit 18e du championnat d'Europe d'échecs individuel avec 8 points sur 13. En 2005, il finit 22e du championnat d'Europe avec le même score (8 points sur 13). Ce résultat le qualifia pour la première coupe du monde organisée à Khanty-Mansiïsk en 2005. Lors de la Coupe du monde d'échecs 2005, il fut éliminé au premier tour par Alexander Onischuk (0,5 à 1,5).
En 2008, il finit 1er-3e du mémorial Tchigorine à Saint-Pétersbourg et deuxième du championnat d'Europe de parties rapides organisé à Varsovie. Dix ans plus tard, en 2018, il remporta la médaille d'or avec le même score (10,5 points marqués sur 13) au départage devant Andreï Essipenko.